# Sid Castle
Sidney Ernest Rowland (Sid) Castle (Basingstoke, 12 maart 1892 – Basingstoke, 27 januari 1978) was een Engels voetballer en voetbaltrainer. Als voetballer speelde de rechtsbuiten in de jaren twintig van de twintigste eeuw in de Engelse First Division voor Chelsea FC. Als trainer was hij werkzaam in Nederland, onder andere voor AFC Ajax en sc Heerenveen.

## Loopbaan
Castle speelde in eerste instantie voor clubs als Basingstoke Town FC en het fabrieksteam Thornycroft Athletic. Via Guildford FC maakte hij in 1920 de overstap naar Tottenham Hotspur FC, dat uitkwam in de Engelse Second Division. Van 1921 tot 1923 stond Castle onder contract van Charlton Athletic FC. Hij speelde voor deze ploeg 66 wedstrijden in de Third Division South, waarin hij tien keer scoorde.
In 1923 maakte Castle op 31-jarige leeftijd zijn debuut in de First Division, het hoogste niveau in Engeland, na een overstap naar Chelsea. In zijn eerste seizoen kwam hij geregeld tot spelen, in zijn tweede en derde seizoen moest hij zich tevreden stellen met een reserverol. Vanaf 1926 kwam hij nog korte tijd uit voor Guildford United.
Begin 1927 vestigde Castle zich in Amsterdam, waar hij zijn landgenoot Harold Rose opvolgde als trainer van AFC Ajax. Met Ajax haalde hij twee regionale kampioenschappen. In september 1928 vertrok hij bij Ajax. Castle was vervolgens trainer bij de Zwolse clubs ZAC en PEC. Bij Z.A.C. werkte hij met voetballer Beb Bakhuijs. In de jaren dertig was hij in twee periodes werkzaam bij sc Heerenveen. In de tweede periode maakte de tiener Abe Lenstra zijn debuut in het eerste van de club. Tussendoor was hij actief bij de Meppeler Sport Club (1933-1935).
Castle keerde na zijn trainersloopbaan terug naar zijn geboorteplaats Basingstoke, waar hij in 1978 op 85-jarige leeftijd overleed.